# فرنچ لاندری
فرنچ لاندری (انگلیسی: The French Laundry) یک رستوران سه‌ستاره آمریکایی است که در یونتویل، کالیفرنیا در نزدیکی تاکستان و منطقه شراب‌سازی ناپا ولی واقع شده و بر آشپزی فرانسوی و آشپزی کالیفرنیایی متمرکز است. سالی اشمیت رستوران فرنچ لاندری را در سال ۱۹۷۸ افتتاح کرد و منوهای خود را بر اساس مواد اولیهٔ محلی و فصلی بنا نهاد. او یک آشپز آرمان‌گرا و پیشگام در زمینهٔ غذاهای کالیفرنیایی بود و رستورانش یکی از نخستین مکان‌هایی بود که غذاهای کالیفرنیایی ارائه می‌کرد. از سال ۱۹۹۴، سرآشپز و مالک فرنچ لاندری توماس کلر است. ساختمان رستوران مربوط به سال ۱۹۰۰ است و در فهرست ملی مکان‌های تاریخی ثبت شده‌است. این رستوران دو مرتبه به‌عنوان بهترین رستوران جهان انتخاب شده‌است و نامش در مجموع ۴ مرتبه در فهرست ۵۰ رستوران برتر جهان قرار گرفته‌است.